# エウスタヒ・エラズム・サングシュコ
エウスタヒ・エラズム・サングシュコ（Eustachy Erazm Sanguszko, 1768年10月26日 - 1844年12月2日）は、ポーランドの貴族、軍人。サングシュコ家の公（侯爵（Fürst）/公爵（książę））。

## 生涯
ヒェロニム・ヤヌシュ・サングシュコ公（Hieronim Janusz Sanguszko、ヤヌシュ・アレクサンデル・サングシュコの異母弟）とその妻のツェツィーリア・ポトツカ（1747年 - 1772年）の間の長男として生まれた。4年議会の際に国会議員となり、1792年の護憲戦争では愛国派側の騎兵旅団長として、ジェレンツェの戦いを指揮した。1794年のコシチュシュコ蜂起では、やはり愛国派の陸軍少将・師団長として戦っている。サングシュコは1794年6月6日のシュチェコチニの戦いにおいて最高指導者タデウシュ・コシチュシュコの命を救う功績を立てたが、ワルシャワ包囲戦では負傷している。
ワルシャワ大公国が創設されると、貴族徴兵軍（Pospolite ruszenie）の司令官（Regimentarz）を務めた。1812年ロシア戦役に際しては、皇帝ナポレオン1世の参謀幕僚となり、旅団長として遠征に参加してモスクワ占領に加わった。1813年のに旧友のユゼフ・ポニャトフスキ公が蜂起を起こした時は、家族やウクライナにある所領を守る必要から蜂起参加を拒否し、そのため上官だったポニャトフスキによって不名誉な形で軍を除隊させられた。
ナポレオンの没落後は田舎の所領に戻って地主として暮らし、1817年から1820年までヴォルィーニ地方の総督を務めた。ヴィルトゥティ・ミリターリ騎士級勲章、レジオンドヌール勲章騎士級勲章を授けられている。
1798年にクレメンティーナ・チャルトリスカ公女（1780年 - 1852年）と結婚し、2男1女の3人の子女をもうけた。長男のロマン・スタニスワフ・サングシュコ（1800年 - 1881年）、次男のヴワディスワフ・ヒェロニム・サングシュコ（1803年 - 1870年）は共に軍人となった。

## 著作
- Memoirs: Wykaz doswiadczen przez ojca dla dzieci w roku 1815 spisany (published 1876 with the title Pamiętnik 1786-1815).